# Team Ub (2015)
Team Ub was een Servische 3×3-basketbalploeg die de stad Ub vertegenwoordigde op internationale wedstrijden.

## Geschiedenis
In 2015 namen Nemanja Karalic, Ivan Popovic, Petar Rosic en Dejan Radulovic eenmalig deel aan de World Tour als Team Ub, ze eindigde dat jaar als 39e.

## Spelers
- 2015: Nemanja Karalic, Ivan Popovic, Petar Rosic, Dejan Radulovic[1]

## World Tour Resultaten
| Jaar | Punten | Positie | Finale | Overwinningen |
| ---- | ------ | ------- | ------ | ------------- |
| 2015 | 35     | 39e     | -      |               |